# Heinrich Ritzel

Heinrich Ritzel

Heinrich (Georg Johannes) Ritzel (* 10. April 1893 in Offenbach am Main; † 19. Juni 1971 in Basel, Schweiz) war ein deutscher Politiker (SPD).

## Leben und Beruf
Nach dem Besuch der Volksschule und der Fortbildungsschule (Berufsschule) absolvierte Ritzel ein durch literarische Veröffentlichungen finanziertes Studium der Nationalökonomie, Rechts- und Staatswissenschaft und der Kommunalwissenschaften an der Akademie für Arbeit in Frankfurt a. M. und an der Universität Gießen.
Mit 26 Jahren wurde er zum ersten Mal in ein Verwaltungsamt gewählt. 1930 berief ihn die hessische Regierung als Oberregierungsrat in die Provinzialverwaltung von Oberhessen. Ritzel vertrat seit 1924 die SPD im hessischen Landtag und ab 1930 im Reichstag. Durch seine berufliche Tätigkeit im Verwaltungsdienst und in seiner Eigenschaft als SPD-Abgeordneter war Ritzel in den letzten Jahren der Weimarer Republik heftigen Angriffen von Seiten der Nationalsozialisten ausgesetzt. 
Im Zuge des sich formierenden SPD-internen Widerstands gegen das Nazi-Regime gehörte Ritzel zu den Mitgliedern der Mierendorff-Höxter-Gruppe. Im April 1933 wurde er verhaftet, konnte aber im Juni in das unter Völkerbundverwaltung stehende Saargebiet flüchten. Bis 1935 war Ritzel als Beamter des Völkerbunds in der Leitung der Saarpolizeiverwaltung tätig. Nach der Saarabstimmung im Januar 1935 flüchtete er zunächst nach Lothringen und emigrierte im Juni 1935 in die Schweiz, wo er zusammen mit Joseph Wirth und Otto Braun den – weitgehend einflusslosen – Arbeitskreis „Das demokratische Deutschland“ gründete. Er war Mitglied der Schweizer Europa-Union, deren Zentralsekretär er im Jahre 1939 wurde. Ritzel nahm am Treffen der Föderalisten für ein geeintes Europa im September 1946 in Hertenstein (Kanton Luzern) teil. Nach seiner Rückkehr nach Deutschland war er ab 1947 Generalsekretär der Europa-Union.
Den Schwerpunkt von Ritzels politischer Arbeit nach dem Krieg bildete seine Tätigkeit als Bundestagsabgeordneter.
Er gehörte als „Europäer der ersten Stunde“ der ersten Delegation der Bundesrepublik beim Straßburger Europarat an. 1957 lehnte er aus Enttäuschung über die Arbeit des Rates seine Wiederwahl demonstrativ ab.
Ritzel ist auch als Autor von Sachbüchern und Kriminalromanen hervorgetreten.
Nach einem schweren Verkehrsunfall verzichtete Ritzel 1965 auf eine erneute Kandidatur für den Bundestag. Er starb während eines Verwandtenbesuches in Basel.
Sein Sohn Gerhard Ritzel war als Diplomat und Botschafter für das Auswärtige Amt und als Ministerialdirigent im Bundeskanzleramt unter Willy Brandt tätig.
Sein zweiter Sohn Günther Ritzel hatte einen Lehrstuhl an der Universität Basel inne und wurde durch den Regierungsrat zum Hauptschularzt Basel-Stadt gewählt.

## Partei
Ritzel war SPD-Mitglied seit 1915 und stellvertretender Landesvorsitzender der Partei in Hessen. Von den zahlreichen Funktionen auf lokaler und regionaler Ebene seien noch seine Tätigkeit als Kreisvorsitzender der Erbacher SPD, Mitglied des SPD-Bezirksvorstandes von Hessen-Süd und des Landesausschusses erwähnt.

## Abgeordneter
Er war in der Weimarer Republik Mitglied des Hessischen Landtags von 1924 bis 1930 und von 1930 bis 1933 Mitglied des Reichstages.
Von 1949 bis 1965 gehörte er dem Deutschen Bundestag an, wo er während seiner gesamten Amtszeit Vorsitzender des Ausschusses für Wahlprüfung, Geschäftsordnung und Immunität war. Dieser Ausschuss hatte in der ersten Legislaturperiode die Geschäftsordnung des Bundestages zu erarbeiten, nachdem das Parlament zunächst provisorisch mit der Geschäftsordnung des Reichstages arbeitete.
Ritzel war auch Mitglied des Finanzausschusses. Am 23. Januar 1952 eröffnete er die erste Fragestunde des Bundestages in seiner Geschichte mit einer Frage an den Bundesfinanzminister Fritz Schäffer. Er vertrat als stets direkt gewählter Abgeordneter den damaligen hessischen Wahlkreis Dieburg.
Von 1950 bis 1957 war Ritzel Mitglied der Parlamentarischen Versammlung des Europarates.

## Öffentliche Ämter
Ritzel wurde mit 26 Jahren hauptamtlicher Bürgermeister von Michelstadt, wurde 1930 durch die Hessische Regierung als Oberregierungsrat an die Provinzialdirektion Oberhessen in Gießen berufen, war gleichzeitig Kreisdirektor im Landkreis Gießen und stellvertretender Provinzialdirektor der Provinz Oberhessen.

## Veröffentlichungen
- mit Harald Koch, Geschäftsordnung des Deutschen Bundestages, beschlossen am 6. Dezember 1951, Text und Kommentar. Frankfurt/Main 1952
- Einer von 402. Offenbach/Main 1953
- Diktatur der Parlamentsausschüsse. In: Geist und Tat. 1954, Heft 12, Seiten 389–393
- Parlamentarische Geschäftsordnungen im Weimarer Reichstag und im Deutschen Bundestag. In: Der Reichstag. Frankfurt/Main 1963, Seiten 145–154
- Die Rechnungsprüfung als Instrument der Demokratie. In: 250 Jahre Rechnungsprüfung. Frankfurt/Main 1964, Seiten 129–132
- Demokratie in der Bundesrepublik Deutschland. Frankfurt/Main 1966
- Einer von 518. Hannover 1967
- Geordnete Einflußmöglichkeit. In: Die Neue Gesellschaft. 1968, Heft 3, Seiten 211–216
- 20 Jahre Bundestag. Persönliche Erinnerungen. In: Die Neue Gesellschaft. 1969, Sonderheft, Seiten 47–54

## Auszeichnungen
- Ehrenbürger von Michelstadt (1946)
- Ehrenbürger von Groß-Umstadt
- Ehrensenator des Weizmann-Instituts in Rechovot (1962)
- Großes Bundesverdienstkreuz mit Stern (1956)
- Wilhelm-Leuschner-Medaille (1968)
- Freiherr-vom-Stein-Plakette (1963)